# School Days
『School Days』（スクールデイズ）は、2005年4月28日にオーバーフローより発売された日本のアダルトゲーム。それを原作とした移植版、アニメ版、漫画版なども存在する。他表記は『SchoolDays』や『スクールデイズ』、略称は『スクイズ』や『スクデイ』。外伝に、『Summer Days』や『Cross Days』がある。

## 概要
主人公とメインヒロイン2人を中心に据えた、TVアニメ70話分以上の膨大なアニメーションとともに、物語が進行するアドベンチャーゲームである。ある程度まで話を進めると表示される1つか2つの選択肢の選び方次第（どれも選ばないという方法もある）で、物語が分岐していく。なお、選択肢によるヒロインの好感度の上下は、視認できるゲージとして画面内に存在はしているものの、それが物語内で唐突に影響を及ぼすわけではない。実際、PC版からDVD-PG版への移植時には好感度ゲージが廃されたが、それでもPC版の物語はほぼ忠実に再現されていた。
略奪愛を主軸とするゲームゆえ、いわゆる「修羅場」と呼ばれるシーンが多く、バッドエンド時の陰惨な描写からも、プレイすると鬱な気分になる「鬱ゲー」に分類される。
時系列としては『MISS EACH OTHER』、『LOST M』の半年後となっている。

## あらすじ
榊野学園へ通う少年・伊藤誠（いとう まこと）は、以前から登校時に時々同じ電車へ乗る隣のクラスの少女・桂言葉（かつら ことのは）のことを気に掛けていた。ある日、決意した誠は学園に伝わる「好きな相手を携帯電話の待ち受け画面にして、3週間隠し通したら想いが叶う」というおまじないを実行したが、同じクラスで隣の席の少女・西園寺世界（さいおんじ せかい）に、わずか初日で見つかってしまう。そのお詫びという名目で、世界が言葉と誠の間を取り持つところから物語は始まる。
この後、作中の分岐によって異なるストーリーが展開されるが、基本的には誠と世界と言葉の三角関係が描かれることとなる。また、作中では携帯電話が重要な小道具として用いられることが多い。

### エンディング
PC版ではエンディングが20通り、後日談が1通り存在する。また、PS2版ではエンディングが6通りと後日談が1通り、HQ版ではエンディングが1通り追加されたが、その全てがバッドエンドである。
ハッピーエンドは西園寺世界に4、桂言葉に7、清浦刹那に1、加藤乙女に1、黒田光に2の計15通り。PS2版では一部修正が施されているが、光の分については修正ではなく専用ルートそのものが削除されている。
バッドエンドは3通り。いずれも陰惨な描写の多い展開や結末で有名であり、主要人物の伊藤誠・世界・言葉の誰か1人が惨たらしい最期を遂げる。こちらもPS2版では修正が施されている。また、PC版以外には複数人が死亡する結末も存在するが、言葉が誠を直接殺害するパターンや、3人とも明確に死亡するパターンのエンディングは存在しない。
なお、ハーレムエンドは2通り。

## 登場人物
登場人物の姓の多くは、本作を制作した時点での日本の歴代の内閣総理大臣から用いられており、両者の誕生日も同一である。また、公家などの華族から用いられている者も存在する。
声優名が複数ある人物は、『School Days』のPC版、DVDPG版、UMDPG版、HQ版 / PS2版の順で記述。

### 主要人物
伊藤 誠（いとう まこと）
声 - 平井達矢 / 平川大輔
誕生日 - 10月16日、姓と誕生日の由来 - 伊藤博文。
主人公。榊野学園1年3組。湾岸線・東原巳駅付近のマンションに、母・萌子と2人で暮らしている。妹に止（いたる）がいるが、大嫌いな父・沢越 止（さわごえ とまる）へ引き取られている。夜勤で留守の多い萌子に代わって自炊を行っている。毎朝、通学電車で乗り合わせる隣のクラスの桂言葉へ、密かに想いを寄せている。
普段は心根の優しい性格をしており、世界をはじめ多くの女性達から想いを寄せられている。その実、極度の優柔不断で流されやすく、無気力で面倒事を極端に毛嫌いするため、時に異常なまでの身勝手ぶりを発揮する。また、真面目で大人しそうな見た目に反し、非常に性欲旺盛。
様々な言動の果てに多数のエンディングの中から1つを迎えることとなるが、その際はハッピーエンドにしろバッドエンドにしろ、父や彼の血を引く過去のオーバーフロー作品の主人公（誠の異母兄）達と同様に、ヒロイン達のいずれかが誠の子を身籠ることが多い。特に世界と言葉については、誠との肉体関係が互いに露呈してもなお関係が続くルートや、その果てに2人がほぼ同時に誠の子を身籠るエンディングが複数用意されている。
『School Days』のPC版がゲーム初出演作品である平井達矢は、声の収録後に「誠クンは主人公なので、一番収録ワード数が多かったんですが、ゲームでこんなに喋ったのは初めてだったので、とても良い経験をさせて頂きました。色々と大変なこともありましたが、今では良い思い出になっています。それと、ゲームでアニメのアフレコの様な収録をしたのも初めてだったので、とても新鮮で、これも忘れられない思い出ですね」と述べている。
『School Days』のPC版発売後にオーバーフローが行った人気投票ではユーザーから多大な非難を集め、不人気部門の第1位に就いた。それと同時期に、誠を非難するスラング「誠死ね」が生まれたが、これは後にOVA版『マジカルハート☆こころちゃん』のストアイベントで合唱されるなど、ユーザー間だけでなく作り手にも馴染んだ決まり文句となっている。
『School Days』の企画当初はメインヒロイン2人の間で揺れ動く点こそ製品版と同じであるものの、顔や髪形は全く異なっており、眼鏡を掛けていた。また、周囲からは「王子」とあだ名されていた模様。
小説版では、いずれの作品でも優柔不断な面が強調されている。
西園寺 世界（さいおんじ せかい）
声 - 柚木かなめ / 河原木志穂
誕生日 - 12月7日、姓と誕生日の由来 - 西園寺公望。
メインヒロイン。榊野学園1年3組。誠や泰介とは級友であり、刹那とは幼馴染かつ親友。
湾岸新線・模手原坂下駅付近のアパートに、母の踊子と2人で暮らしている。気さくで明るい性格と明瞭な口調から、多くの友人を持つクラスのムードメーカーだが、心理的に追い詰められると自宅へ引きこもってしまうなど、精神面はかなり脆い。また、同作品内の登場人物の中でも、特に身勝手で自己中心的な言動が目立ち、閉鎖的で独占欲の強いところもある。
席替えの際には誠の隣席となるはずだった刹那へ頼み込んで代わってもらうなど、彼へ好意を抱いている女性の1人。天文部部長という肩書きも持っており、部活動の一環として校舎屋上へ通じる扉の鍵を学園から貸し与えられているため、校舎内と屋上を自由に出入りできる。
誠の想いを知って言葉との仲を取り持つべく行動するが、自らの想いを抑えられずに彼へキスしたことがきっかけで、物語は大きく揺れ動くこととなる。その後、ルートによっては誠との初体験へ至る上、肉体関係の果てには彼の子を身籠ることがある。また、HQ版では泰介とも肉体関係へ至ることがある他、PS2版では彼の子を出産することもある。
オーバーフローが行った人気投票では言葉や刹那に次ぐ支持を集めて第3位、不人気投票では誠に次ぐ非難を集めて第2位。世界の言動や人気について、メイザーズぬまきちは「あまり世界を悪いキャラとして書きたくないので」「世界も、世間で叩かれているよりはいいキャラだと思っているんですよ。殺されるほど酷いことはしていないよ（笑）」と述べている上、柚木かなめも『School Days』のPC版で声の収録後に「私が、世界ちゃんと出会ってから、もう、半年になろうとしています。ゲームの収録は、たいてい1日から、多くても、3〜4日で録り終り、そのキャラクターと付き合う時間は、長くても、一ヶ月程度です。そういった意味でも、かなり、思い入れの深いキャラクターですし、大好きな役です」「キャラクターも、それぞれ魅力的ですが、私としては、是非、世界ちゃんを、可愛がってあげてもらいたいと思います!」と述べている。また、遠野そよぎも『School Days』のPC版で声の収録当初は「『言葉派』か『世界派』かと聞かれたら、間髪入れずに『もうぜったい世界、世界ですからー!』と叫んでました」と述べるほど、世界のことを気に入っていた。
本編では直接明かされておらず自らも知らないが、誠とは叔父と姪の血縁関係にある。間瞬の娘で親友の刹那とは異母姉妹でもある。他にも多くの異母姉妹が存在するが、そのことについては一切知らない。
『School Days』の企画当初は眼鏡を掛けており、ごとうじゅんじいわく「スタイル抜群のお姉さんキャラ」の教育実習生。主人公のクラスを研修に訪れてから、3年目に新人教師として再登場する予定だった模様。
桂 言葉（かつら ことのは）
声 - 遠野そよぎ / 岡嶋妙
誕生日 - 1月4日、姓と誕生日の由来 - 桂太郎。
メインヒロイン。榊野学園1年4組。
湾岸線・原巳浜駅付近の豪華な一軒家に共働きの両親や妹の心と4人で暮らしているが、その裕福さゆえに家族以外の他人との会話では、稀に金銭感覚の差異が生じることがある。
妹の心同様に中学時代までは居合、算盤、ピアノ、バレエなど多くの習い事を習っていたが、そのため日々忙しくなかなか余暇が取れず、榊野学園への進学を条件に、中学卒業時にすべて止めている。
その容姿から男子生徒にからかわれることが多く、軽度の男性恐怖症。可愛すぎる容姿という嫉妬などが原因で、乙女や七海をはじめとする多くの女子から快く思われておらず、いじめられる描写もある。基本的にはおとなしく言葉遣いも丁寧で同級生に対しても丁寧語で喋り、家族以外の者へは強く出られない性格だが、誠への想いについては頑固であることが多く思い詰めると過激な行動に及ぶこともある。また、同性との友情を尊ぶ一面も持つ。
世界の助力で誠との交際を始めるが、誠・世界・乙女・乙女の取り巻き達の言動によって、過程や結末は不幸なものが大半を占める。その際に見せる狂気的な表情や言動から、一部の媒体では「ヤンデレヒロインを代表する1人」として挙げられることとなった。
ルートによっては世界とほぼ同時に誠の子を身籠ることがある上、出産後を描くオーバーフローのエイプリルフール限定公開作品『Kotonohasama Days』（2009年）では、息子の名前が言成であることが明かされている。また、PS2版では泰介の子を出産することもある。
数少ないハッピーエンドの1つ「クリスマス・イブ」は、最後に誠と結ばれるシーンが開発スケジュールの都合から制作されなかったが、オーバーフローとごとうじゅんじによる同人誌『無料配布Days』内の漫画で補完された。この内容は、後にHQ版での「クリスマス・イブ」へ組み込まれ、公式に補完されることとなった。
オーバーフローが行った人気投票では全体の約半数に及ぶ支持を集め、第1位。言葉の言動や人気について、メイザーズぬまきちは「言葉は、こちらの意図以上にキャラクターが育っちゃっているから」「どんどん非道くしていきたいんですが…今回もやり過ぎてごとうさんに怒られてます（笑）」と述べている。遠野そよぎも、『School Days』のPC版で声の収録当初は「言葉…あーもぅ〜…この娘……っ!（怒）」「言葉が同性から嫌われる理由がよくわかったような（苦笑）」と述べるほど言葉のことを気に入ることができなかったが、収録後には「収録終えた今は、言葉のこと『理解した』、という感じです。理解したと言うか…『アンタたちってば青臭いわねぇーこれが若いってことかしら?』としみじみのたまう親戚のおばちゃんのような気分です（笑）」とも述べている。
『School Days』の企画当初はメインヒロインの桂真白の妹であり、ごとうじゅんじいわく「ムネが小さいコトが気になってる活発なキャラ」だった模様。
コトノハサマ
声 - 遠野そよぎ / 無し
言葉を元にしてごとうじゅんじが作ったちびキャラ。約2.5頭身であり、不気味な白目と笑みを絶やさない。戦闘術や暗殺術に長けている。
デイズシリーズを代表するマスコットキャラクターであり、ごとうじゅんじのブログ『ぶろぐDays』をはじめ、オーバーフローのエイプリルフール限定公開作品（『Kotonoha Days』〈2006年〉や『Kotonohasama Days』〈2009年〉など）に登場する他、『School Days』のHQ英語版バナーにも登場している。

清浦 刹那（きようら せつな）
声 - 山本華 / 井本恵子（現：井本ケイ）
誕生日 - 2月14日、姓と誕生日の由来 - 清浦奎吾。
サブヒロイン。世界の親友かつ幼馴染で、榊野学園1年3組のクラス委員を務める。童顔で幼児体形のため、中学生によく間違えられる。寡黙で表情をあまり変えないため周囲にクールな印象を与えるが、感情表現は豊か。
世界と同じく湾岸新線・模手原坂下駅付近のマンションに、母の舞と2人で暮らしている。世界とは家が近所同士で家族ぐるみでの付き合いがあるため、世界の自室へ泊まることもある。世界のことは、会話無しに意思疎通を行えるほど強い絆で結ばれた幼少期の出来事から誰よりも大切に思っており、彼女の幸せのためなら憎まれ役になることも厭わないが、実は自らも密かに誠へ想いを寄せている。
普段は世界のサポートに徹しているが、ルートによっては刹那自身も誠争奪戦へ加わったり海外へ行く他、彼の子を身籠ることもある。サブヒロインで専用ルートが存在するのは、刹那と光のみ。
本編では直接明かされておらず自らも知らないが、世界の異母妹にあたり、母親同士も親戚。誠の姪孫でもある。実父の間瞬がこれまで関係を持った女性に産ませた多くの娘達の中で、父娘関係を認識している数少ない一人。両親が元々入籍せずに同棲していたが、瞬の女癖が原因で2人が別れて以降、瞬を毛嫌いし頑なに「お父さん」と呼ぼうとせず疎遠にしている。
オーバーフローが行った人気投票では第2位。またPC版パッケージ内の「誰のエンディングを新しく見たいか」というユーザーアンケートはがきで第1位を獲得したことから、『Summer Days』のメインヒロインへ抜擢された。
HQ版では、刹那専用のオープニングムービーが用意されている。
加藤 乙女（かとう おとめ）
声 - 松永雪希 / 永見はるか
誕生日 - 4月1日、姓と誕生日の由来 - 加藤友三郎。
サブヒロイン。榊野学園1年4組。誠とは中学時代からの友人。七海と同じく、女子バスケ部所属。自宅は湾岸線・東原巳駅付近にあり、誠の知人の中では伊藤家から最も近所。年子の妹、可憐がいる。可憐からは「お姉（おねえ）」と呼ばれている。
身長も身体能力も人並みであるが、誠に薦められただけでバスケを始めたほど、彼へは原巳中時代から密かな想いを寄せている。しかし、告白できる度胸を持っていない上に性格は嫉妬深く、中学時代には同じクラスだった愛から誠への告白を失敗させた上、愛に誠へ近付かないよう言い渡したこともあるほど。誠に自らの想いを気付いてもらえることを待ち望みながら、現在も彼へ近付く女性への警戒や威嚇に注力している。特に、言葉へのいじめについては筆頭格であり、いつも自らの取り巻き達と一緒に行動している。4組の中では大きな発言力を持っているが、誠の前では前述の想いから逆らえず、おとなしくなってしまう。
ルートによっては誠争奪戦へ加わるが、専用ルートは存在しない。大体のルートで学祭中、言葉一人にクラスの出し物で休憩室を隠したお化け屋敷の受付を押し付けて自分は誠を休憩室に誘うことを目論み、ルートによっては泰介を唆し、言葉が休憩室で強姦されるように仕向け、後に言葉が精神崩壊する元凶となる。
漫画版では、出番がほとんど無いためにあとがきで作者へ抗議している。
黒田 光（くろだ ひかり）
声 - 一色ヒカル / 田中涼子
誕生日 - 11月9日、姓と誕生日の由来 - 黒田清隆。
サブヒロイン。榊野学園1年3組。世界・刹那・七海の友人。『PureMail -ピュアメール-』や『MISS EACH OTHER』の舞台となった葵学園の卒業生であり、泰介や勇気とは当時からの古い付き合い。級友の泰介へは、葵学園当時から密かな想いを寄せている。自宅は湾岸線・原巳浜駅付近に存在しており、洋菓子屋チェーンストア「おおはら」を家業としている。
周りから距離を置いて冷めた態度を取るといった現実的な性格に、やや希薄な貞操観念と逞しい商魂を併せ持つ。誠のことは基本的にどの媒体でも快く思っていないが、その大半に彼と肉体関係へ至るルートが存在する上、関係成立後には逞しい商魂を発揮して誠とのセックスを校内の女子達へ紹介する逆売春に手を染めることとなる。なお、誠との肉体関係については、メイザーズぬまきちに「『光はおしり』のイメージがある」と述べられる一方で、ごとうじゅんじは「魅力は尻? …いや声でしょう」と述べている。
誠と世界の間柄を交際中と思い込んでおり、言葉と距離を縮める彼のことを快く思っていない。ルートによっては七海と共に言葉の妨害に参加することもあるが、乙女・乙女の取り巻き達・七海のような陰湿ないじめは行わない。
なお、『School Days』の企画当初は黒田未来という名のメインヒロインが存在していたが、光との関係は不明。
PC版では、ルートによっては泰介と交際することとなるが、その際には貞操観念が両親の馴れ初めから影響されたことも明かされる。また、誠のセックスフレンドとなるルートでは逆風俗ともいえる営業を誠を使って行った果てに彼の子を身籠り、出産する。
PS2版では、専用ルートが削除されてサブキャラクターとなっているが、ルートによっては泰介と結婚して彼似の子を出産する。

### 榊野学園の女子生徒
甘露寺 七海（かんろじ ななみ）
声 - 藤村美緒 / たかはし智秋
誕生日 - 7月20日、姓の由来 - 甘露寺家。
榊野学園1年3組。体育特待生として榊野学園へ入学した、女子バスケ部部員。世界・刹那・光の友人であり、部活仲間の乙女とも仲が良い。好きな人間に対しては友達想いな性格の反面、嫌いな者への態度は徹底的に冷淡であると、人の好き嫌いに関して激しい面があり、また自制心にも欠けている。特に同じ中学だった言葉のことは、逆恨みに近い形で毛嫌いしており、言い分もろくに聞こうとしない。その際の常に感情を包み隠さない態度は、一部で人望を得ると同時に、別の一部では反感を与えてしまっている。自宅は湾岸線・原巳浜駅付近。妹に八江がいる。
バスケ部の先輩である恭一と交際しているが、男の趣味は周りに理解されていない。また、恭一に対する恋愛感情は若干盲目的であり、他に付き合っている女性がいることに関しても、頑なに信じようとしない。七海自身にも敵は多く、知恵をはじめ女子バスケ部の先輩達からは妬まれている。
キャラクターデザインについては、メイザーズぬまきちいわく「非攻略キャラだからテキトーでいい」だったため、ごとうじゅんじの個人的嗜好が盛り込まれた。
女子バスケ部をはじめ運動部への多大な影響力を持っており、それにものを言わせて言葉へのいじめを行う。PC版の一部ルートでは、休憩室で行った恭一との性的ロールプレイを知恵達に盗撮されて上映会で流された結果、求心力を失う。
漫画版では言葉へのいじめは行わず、光や泰介共々友達想いの性格であり、世界の親友となっている。
乙女の取り巻き達
小渕みなみ・小泉夏美・森来実から構成される、乙女の取り巻き。3人とも榊野学園1年4組であり、横暴な態度と希薄な貞操観念の持ち主。
『School Days』ではどの版にも脱衣シーンすら存在せず、言葉をいじめる脇役に過ぎないが、PC版のシナリオ段階では光のエンディングで彼女の逆風俗の利用客となって誠との4Pシーンが描かれるという、セックス要員としても設定されていた。
小渕 みなみ（おぶち みなみ）
声 - 栗林みな実
誕生日 - 6月25日、姓と誕生日の由来 - 小渕恵三。
3人の中では最もおとなしい性格であり、言葉への素の態度は他の2人ほど横暴なものではない。乙女の後ろに付いて行動したり、夏美と来実の勢いに流されるなど、主体性に欠けた一面を持つ。また、言葉へのいじめにも夏美と来実に突き放されることへの懸念から加担している節がうかがえる。やや場の空気を読めない一面を持っており、夏美にはよく叱られている。
小泉 夏美（こいずみ なつみ）
声 - 木野花さわ / 古原奈々
誕生日 - 1月8日、姓と誕生日の由来 - 小泉純一郎。
3人の中では最も噂好きかつ攻撃的な性格であり、乙女と共に言葉をいじめたり、乙女を含めた4人の牽引役になることが多い。また、4人の中では最も豊満かつ整った肢体を持っている他、性格上はみなみより来実と意気投合することが多いが、4人の中で唯一の彼氏持ちかつ非処女である来実へはそれゆえの焦燥感も持っており、処女を一刻も早く卒業したがっている。
ごとうじゅんじいわく、「もう少し活躍が観てみたかったキャラ」。
森 来実（もり くみ）
声 - 寧々 / 祭田絵理
誕生日 - 7月14日、姓と誕生日の由来 - 森喜朗。
乙女を含めた4人の中では最もマイペースな性格であり、乙女・みなみ・夏美をちゃん付けで呼んだり、彼女達を煽って事態を大きくさせようと目論む一面を持つ。彼氏と称される男性については、みなみも夏美もその存在を把握している描写が存在するものの、映像では明確に描写されていない。
『MISS EACH OTHER』のヒロイン・森 みさお（もり みさお）とは同姓かつ同年に当たるが、血縁関係については不明。

### 榊野学園の男子生徒
澤永 泰介（さわなが たいすけ）
声 - 日向日陰 / 松本吉朗
誕生日 - 7月26日
誠の同級生で親友。黒田光、足利勇気と同じく葵学園の卒業生。2人とは旧知の仲。いつもテンションが高く、ノリの良いお調子者。また、思い込みの激しい面もある。
『PureMail -ピュアメール-』に登場した澤永 美紀（さわなが みき）の弟。姉に扱き使われているが、誠からシスコンと評されるほど、彼女のことを慕っている。自宅は湾岸新線・葵町駅付近に存在するが、父親（澤永母の結婚した夫で戸籍上の澤永姉弟の父）がリストラされたが、社会人の姉が給料を家に入れないため、家計はあまり芳しくない模様。
登場自体は『School Days』以前の作品からと早く、『PureMail -ピュアメール-』『その後のピュアメール』『MISS EACH OTHER』にモブキャラクターとして登場している。
本編では直接明かされておらず自らも知らないが、実父は誠の異母兄・伊能 歩であり、誠とは叔父と甥の血縁関係にある。また、瞬の娘である世界・刹那・路夏・二条姉妹達とは従兄妹同士に当たる。
オーバーフローが行った不人気投票では第3位。
PC版の一部のルートでは、言葉を強姦したり、誠らと共にスワッピングを興じるなど、酷悪な卑劣漢として描かれている。一方、ごく一部のルートでは言葉にケジメをつけるよう約束させるなど、物語の展開次第で役回りが大きく異なるキャラクターとなっている。
思いを寄せられている光と恋人同士になるルートも存在するが、言葉、光、誠とスワッピングするルートでは光に誠の性的能力を比較された際、「雑で下手な上に言葉に夢中」と冷められる。
『無料配布Days』では、当初のPC版構想に世界を自らの支配下へ置いて奉仕させるイベントが存在していたことが語られている。これは後にHQ版へ組み込まれ、世界と肉体関係を結んだ後に誠を交えながら、彼女を嬲る3Pシーンとして描かれた。
PS2版では、ルートによっては世界・言葉・光へほぼ同時に子を産ませるエンディングが存在する。
田中 一郎（たなか いちろう）
声 - 小池竹蔵 / 千々和竜策
姓の由来 - 田中氏。
榊野学園1年3組。柔道部所属のクラス委員であり、葵学園の卒業生。刹那へ想いを寄せているが、口下手で想いを伝えることはできない。
『School Days』のPC版では名前が不明だったため、テレビアニメ版ではクラス一覧への掲載に際してテレビアニメ版スタッフが「一郎」と設定した。
刹那と共に学園祭の準備作業を進めるが、その最中に部活で負傷してしまい、誠が後を担うこととなる。
花山院 恭一（かさんのいん きょういち）
声 - 小池竹蔵
姓の由来 - 花山院家。
榊野学園2年生で、知恵の同級生。男子バスケ部に所属しており、図書委員も兼任している。かつてはMMORPGに没頭していたが、現在ではアダルトゲームを嗜む程度である。文武両道で容姿端麗。
塾講師や家庭教師のアルバイトを行っている。勇気よりパソコンのスキルは低い模様。
後輩の七海と交際中であるが、アルバイト先の政経塾では自分や彼女より遥かに幼い教え子の卯月とも交際している。また、妹の花山院恭美を溺愛するシスコンでもある。七海とは肉体関係もあるが、一部の塾の教え子達との肉体関係や妹への感情に対する世間への隠れ蓑として交際しており、自室に遊びに来た七海がベッドで誘っても夢中でエロゲに興じて相手にせず、それどころか七海にエロゲをプレゼントしている。
ハーヴェストノベルズの小説版では恋愛に悩む勇気へ助言を与え、後押しを行う良き先輩と見られる一面を持つが、幼女趣味を持ち出しては評価を台無しにする。七海が登場しないため、彼女の彼氏という描写も存在しない。

### 主要人物の近縁者
伊藤 止（いとう いたる）
声 - 南波華月
誕生日 - 2月18日、姓の由来 - 伊藤氏。
誠の妹。小学1年生。両親が離婚した際、誠は母の萌子へ、止は父の沢越止へ引き取られたため、現在は誠とは別居中。
誠によく懐いており、彼も良心を出せる唯一の相手と言われるほど無邪気で天真爛漫な性格をしている。父を毛嫌いしており、時々自宅を抜け出しては伊藤家へ遊びに来る。まだ幼いため、少し舌足らずな喋り方をする。容姿は誠とよく似ており、同色で形状の似た髪をツインテールに結んでいる。
その幼さから、メイザーズぬまきちには攻略対象としての需要は無いと思われていたが、実際には「登場人物はすべて18歳以上である」というソフ倫の規定を逆手に取った形での需要がある模様。
伊藤 萌子（いとう もえこ）
声 - 野上奈々 / 本井えみ
姓の由来 - 伊藤氏。
誠と止の母。看護師として働いている。『School Days』では声のみの登場であり、クレジットにも「誠の母」としか記載されていないなど容姿や本名は不明だったが、本名については『Cross Days』で明かされた。沢越止とは離婚しており、湾岸線・東原巳駅付近のマンションに誠と2人で暮らしているが、夜勤で留守にすることが多い。
なお、伊藤家のバスルーム一式は誠・世界・言葉の3人で混浴を楽しめるほど広いが、これは萌子のこだわりとのこと。
西園寺 踊子（さいおんじ ようこ）
声 - 神月あおい / 亜城めぐ
誕生日 - 11月23日、姓の由来 - 西園寺家。
『Summerラディッシュバケーション!!』のヒロインの1人、伊能 踊子（いのう ようこ）と同一人物。
本作では顔見せ程度の登場。ラディッシュ榊野町店（『Summer Days』や『Shiny Days』では原巳浜店）の店長を務めている。
世界の母で、湾岸新線・模手原坂下駅付近のアパートに、世界と2人で暮らしている。舞とは親戚（叔母と姪かつ異母姉妹）で昔からの親友であり、舞の娘である刹那とも家族ぐるみの親密な間柄で少女期は双子と間違われる程よく似た容姿だった。
可愛い男の子が大好きであり、舞とも好みが非常に似通っている。年齢は30代（正確には、『Summer Days』の作中時点で30歳になる）であるが、容姿は同年代の真奈美や舞と違って化粧っ気がなく、20代のイメージで描かれている。
PC版やHQ版の公式サイトには「世界の母」としか記載されていないが、PS2版では一部エンディングの後日談にも登場し、行方不明の世界に代わって彼女の子を育てていることが描かれるなど、出番は増えている。ルートによっては職場でパリへの赴任が決まり、世界も同行し現地の学校に編入するよう伝えた際、日本から離れたがらず我が儘に拒否する世界の頬を叩き、母親らしく叱る。「頼れる親戚がいない」と発言しており、清浦母娘以外の親族とは疎遠である模様。
本編では直接明かされておらず自らも知らないが、誠とは異母姉弟の血縁関係にある。
桂 心（かつら こころ）
声 - 神月あおい / 亜城めぐ
誕生日 - 11月28日、姓と誕生日の由来 - 桂太郎。
言葉の妹。姉とは対照的に元気な身体で人懐っこく活発でおしゃまな人物。学習塾やピアノなど多くの習い事をこなしているが、本人が望んで行っているわけではない。湾岸線・原巳浜駅付近の豪華な一軒家に、共働きの両親や姉と4人で暮らしている。
誠によって変わっていく言葉のことを、からかいながら心配する。
桂 真奈美（かつら まなみ）
声 - 鈴美巴 / 藤原美央子
誕生日 - 10月9日、姓の由来 - 桂太郎。
言葉と心の母。実際に仕事に真摯でシビアな姿勢を持つ。経営コンサルタントを務めており、湾岸線・原巳浜駅付近の豪華な一軒家に、夫や娘達と4人で暮らしている。年齢は30代。踊子や舞とは古くからの顔馴染。
中学時代までの言葉や心に多くの習い事をさせており、娘達の教育にかなり熱心。夫の地方への主張が多く、本人もキャリアウーマンで海外まで出張に行くことがあり、長女の言葉に家の留守を任せる日がある。
ゲーム版では声のみの登場。間の良い時に海外出張先から娘達に水着を買って帰り、彼氏ができたことを察するとホットレモネードの作り方を教える等、何かと言葉を助ける。帰娘達のためなら大金を惜しまずに動かせることが、言葉の台詞の端々で示唆されている。
漫画版では言葉の写真内に登場する。
言葉の父（ことのはのちち）
声 - ZEN / 永野善一
言葉と心の父であり、真奈美の夫。フルネームは不明。不動産関係の仕事をしており、娘達をとても可愛がっている。外見は眼鏡を掛けたごく普通の中年男性であるが、言葉に居合を伝授するなど、武道に優れている。湾岸線・原巳浜駅付近の豪華な一軒家に、真奈美や娘達と4人で暮らしている。容姿については、『School Days』のPC版発売当初は不明だったが、後年に『ぶろぐDays』で明かされた。
台詞のみの登場だが、誠が言葉の彼氏として桂家を訪問した際は厳しい態度で接する。
榊野ヒルズに強いコネを持っており、施設内に建つ高層ホテルの最上階ロイヤルスイートルームの確保すら行える。
自分は性風俗店を利用したり家庭の外で妻以外の女性に着目したり、まだ学生の大隈二喜と援助交際する。一方、娘に異性の影が垣間見えると難色を示す。

### その他
井伊 卯月（いい うづき）
姓の由来 - 井伊氏。
心の友人であり、恭一のアルバイト先における教え子。恭一とは七海が告白する以前から付き合っている。
姓は『School Days』や『Summer Days』では明かされなかったが、『Cross Days』の開発時に明かされた。
キャラクターデザインは西E田による原案が元となっている。
二条 一葉（にじょう かずは）
声 - 神月あおい / 亜城めぐ
誕生日 - 2月2日、姓の由来 - 二条家。
二葉の双子の姉であり、二条姉妹の次女。可憐とはクラスを同じくする友人である。引っ込み思案な性格をしており、いつも妹の二葉に付いていくような言動が目立つ。母は二条 若葉（にじょう わかば）
本編では直接明かされておらず自らも知らないが、誠とは叔父と姪の血縁関係にある他、世界や刹那の異母妹にあたる。
二条 二葉（にじょう ふたば）
声 - 草月弥生 / 北原美和
誕生日 - 2月2日、姓の由来 - 二条家。
一葉の双子の妹であり、二条姉妹の三女。可憐とはクラスを同じくする友人である。一葉と一緒に行動することが多いが、何事も彼女より積極的であり、自分だけで突っ走ることが多い。
本編では直接明かされておらず自らも知らないが、瞬の娘で誠とは叔父と姪の血縁関係にある。世界や刹那の異母妹にあたる。

## 製作

### 発売まで
企画の発案から、当初の構想を経て実際の開発へ至るまでに、構想段階で立ち消えてしまった要素も少なくない。
当初は野球をテーマにする予定であり、プロムが見せ場になる予定だったという。また、惨劇については当初から構想されていたものの、人物については世界や言葉はヒロインですらなかった。主人公は眼鏡を掛けた知性的な男子生徒、世界は眼鏡を掛けた教育実習生で主人公のクラスを研修に訪れるプロポーション抜群の女性、言葉はヒロイン・黒田未来と対を成すもう1人のヒロイン・桂真白の妹で貧乳を気にする活発な少女とそれぞれ設定されていた。
その後、2003年に発表された誌面記事では、世界も言葉もヒロインと設定されて製品版へ近付いていたものの、声優については世界を桜田えり、言葉を上野みつきがそれぞれ演じる上、主題歌「鏡の中のLiar」も彼女達によるユニット・unity（ユニティ）が担当すると報じられており、発表されたデモムービーでも実際に彼女達が演じていたが、2004年にunityが活動を休止したため、製品版の仕様へ改められた。また、当時は小渕みなみ役の声優の栗林みな実をちよれんが支援していたこともあって、ごく少数ながらみなみのテレホンカードが制作・発売された。2004年冬のコミックマーケット67のアージュ企業ブースでは、このテレホンカードを購入者の先着50人へ栗林みな実から手渡す配布イベントも行われている。
発売延期を経て発売の目処が付いた2005年には、日本全国で体験版の配布イベントが行われたが、その際には加藤乙女役の声優を神村ひなから松永雪希へ変更することも発表された。これは、神村ひなが体験版の音声収録後に交通事故に遭って入院し、一時休業に入ったことによるもの。
なお、本作の『School Days』（学生時代）というシンプルな題名は、「わかりやすくオーソドックスな三角関係の物語にしたい」という意向に従ったものである。
背景美術には獏プロダクションが参加しており、一部の素材は同社の公式サイトで公開されている。

### バグ修正
発売当初はバグがあり、即座に修正パッチが公開されたものの一度では解決できず、毎日のように修正パッチが更新されていた。その後、計11回に渡る更新（後述の「おっぱい修正プログラム」も含む）を経て2005年7月21日に配布されたVer1.11のファイルサイズは約274MBで、2005年当時のアダルトゲーム用修正パッチとしては大容量であった。
後のDVDプレイヤーズゲーム版（DVD-PG版）、PlayStation 2版（PS2版）、UMDプレイヤーズゲーム版（UMD-PG版）は、このVer1.11を元に制作されている。
おっぱい修正プログラム
初回版発売直後に配布されていた修正パッチ。「誠と西園寺世界の初体験シーンで、世界の乳房がキャラクターデザインの設定画よりも少し大きく見える」という理由から、世界の乳房を設定画に沿うよう修正する差分込みの修正パッチである。なお、これ以降に配布された修正パッチには同一の修正差分が含まれているため、これを改めて導入する必要は無い。

## DVD-PG版
2007年9月28日にアイチェリーよりDVD-PG版が発売された。DVD4枚組。
好感度ゲージや選択肢の時間制限は削除されたものの、PC版Ver1.11の内容がほぼ忠実に再現されている。また、PC版に搭載されなかった回想モードや攻略ルートのマップが搭載されている。字幕は常に表示されており、男性ボイス消去機能は無い。ハードの性質から、セーブ機能の代わりとして各話終了時に表示される4桁の数字のパスワードで進行状況の保存が可能だが、話が進むたびにディスクを差し替える必要がある。

## PS2版
『School Days L×H』（スクールデイズ エルアンドエイチ、スクールデイズ ラブアンドヘイト）のタイトルで、2008年1月17日にガンホー・ワークスよりPS2への移植版が発売された。オーバーフロー作品初のコンシューマ向けである。
売りだったアニメーションについては、PC版からの流用分へ新規に制作した分を追加した形となっているが、パッケージリニューアル版での修正箇所が活かされていない部分もある。選択肢も既存分に関してはPC版の分岐を引き継いでいるが、一部のセリフが変更された他、PC版の過激な演出が抑えられたために一部ルートとバッドエンドの1つ「鮮血の結末」での大量出血描写が削られている。また、黒田光が攻略不可となっている。

## UMD-PG版
『School Days UMD-PG Edition』（スクールデイズ ユーエムディーピージー エディション）のタイトルで、2010年6月30日にPalaceよりUMD-PG版が発売された。UMD4枚組。PS2版に次ぐコンシューマ向けである。

## HQ版
PC版にイベントやエンディングを追加したリメイク版が『School Days HQ』（スクールデイズ ハイクオリティ）のタイトルで、2010年10月8日にオーバーフローから発売された。ゲームエンジンや背景画が『Cross Days』のものへ換装された他、登場人物達の一部は原画から描き直されている。
2010年5月21日にTECH GIAN誌上で第一報が発表された後、同年8月7日に公式サイトで体験版が公開された。これを『Cross Days』をインストール済みのPCへインストールすると開く「女バス4人組の秘密の視聴覚室」は、HQ版第1話を『Cross Days』の登場人物達（喜連川路夏、畠山麦、細川那津希、今川留夏）によるオーディオコメンタリーを聴きながらプレイできるようになっている。
製品版については上記の変更点の他、2周目以降のタイトル画面が、その直前に迎えたエンディングの内容を反映したものへ変更されるようになった。また、PC版と同じイベントには展開や演出を変更されているものがある。
2011年1月25日には、オーバーフロー公式サイトのリニューアルと通常版の通信販売再開を記念し、通常版か『Cross Days』の通販申し込み者先着50名へタイトルロゴ入りの西園寺世界の縞パンが特典として添付された。
2011年3月1日には、英語版を開発中であることがオーバーフロー公式サイトとアメリカのアダルトゲーム販売会社JAST USA公式サイトで発表された。当初、発売時期は同年中と発表されていたが、延期を経て2012年6月27日に北アメリカで発売された。
HQ版の発売に伴い、オリジナルのPC版は2011年4月21日をもってロットアップとなった。
2012年1月6日には、DMMでダウンロード販売が開始された。同年1月17日には、それ以外の他社サイトでもダウンロード販売が開始されている。
2020年5月5日には、中国語版の発売が開始された。
同年9月25日には、「SCHOOLDAYS SERIES COMPLETE BOX」に収録されている。

## スタッフ

### PC版スタッフ
- 企画、脚本、製作総指揮 - メイザーズぬまきち
- アニメーション演出、絵コンテ - ほしかわたかふみ
- システムパートコンテ - まりん、まるだし、杉原由紀
- プログラム - GON、向日葵正
- キャラクターデザイン、総作画監督 - ごとうじゅんじ
- 作画監督 - 大河原晴男、刻雨、桔梗屋、窪敏、上條修、吉本拓二、シェツトリ、野口孝行、松下清志、今井武志、倉嶋丈康、柳伸亮
- 彩色設計、色指定 - 鈴木元務
- 美術監督 - 宮前光春
- 音響監督 - 榎本覚
- サウンドプロデューサー - ヨシダという生き物
- 音楽 - KIRIKO/HIKO sound
- 撮影、編集 - 岩崎公彦、広船大介、浅野宏影、そんくん、raruhu、小森稲穂
- アニメーション制作 - STACK、ゴールデンベル
- 制作 - オーバーフロー
- 製作、著作 - STACK

### PS2版スタッフ
- チーフプロデューサー - 伊藤友行
- トータルプロデューサー - 横山正純
- アシスタントプロデューサー - 関根保成
- 制作プロデューサー - 亀谷恒治
- ディレクター - 恵比寿仁志
- プログラム - 山田晃久
- 音響監督 - 蝦名恭範
- 音響制作 - 株式会社アシッド
- 絵コンテ、演出 - きみやしげる
- 総作画監督 - ごとうじゅんじ
- 作画監督 - 南紳一郎
- 原画 - 神田岳、藤井辰巳、片岡千春、尾崎綾子
- アニメ制作プロデューサー - 吉田勇樹
- アニメーション制作 - TNK
- サポートカンパニー - レジスタ
- スペシャルサンクス - 中村奈緒、神吉弘毅（ソニー・コンピュータエンタテインメント・ジャパン）、School Days 制作委員会
- エグゼクティブプロデューサー - 大場規勝
- 制作 - ガイズウェア
- 製作 - 株式会社インターチャネル・ホロン

## TVアニメ
本作を原作にしたTVアニメが、2007年7月から同年9月まで独立UHF局などで放送された。全12話。スタッフには、PC版スタッフも多く携わっている。
最終話（第12話）の内容から、放送前日に発生した京田辺警察官殺害事件の影響を考慮して放送休止となったことでも話題となった。なお、物語の主な舞台である榊野学園の設定や表記については、「榊野学園高等学校」となっている。
TVアニメの放送に先立ち、インターネットラジオも2007年6月26日から『Radio School Days』のタイトルで音泉にて配信された。パーソナリティは、西園寺世界役の河原木志穂と桂言葉役の岡嶋妙。

## 使用楽曲
Still I Love You 〜みつめるよりは幸せ〜
作詞 - KIRIKO / 作曲・編曲 - HIKO / 歌 - KIRIKO（PC版・PS2版）、河原木志穂＆岡嶋妙（表記はひとり、実は二人のデュエットソング。HQ版）、山本華（HQ版）
ゲーム版オープニングテーマ
あなたが…いない
作詞 - 江幡育子 / 作曲・編曲 - 飯塚昌明 / 歌 - 栗林みな実
PC版・PS2版エンディングテーマ
BYE-BYE TEARS
作詞 - KIRIKO / 作曲・編曲 - HIKO / 歌 - yozuca*
PC版世界・刹那エンドのエンディングテーマ
hello, my happiness
作詞 - Rita / 作曲 - KIRIKO / 編曲 - HIKO / 歌 - 橋本みゆき
PC版言葉エンドのエンディングテーマ
シークレット・ザウルス
作詞 - KIRIKO / 作曲・編曲 - 林克洋 / 歌 - YURIA
PC版・PS2版光・乙女エンドのエンディングテーマ
Let me Love you
作詞・歌 - 桃井はるこ / 作曲 - 太田雅友 / 編曲 - 大久保薫
後夜祭のフォークダンスのテーマ
二人のクリスマス
作詞 - WHITE-LIPS / 作曲 - Manack / 歌 - rino
ゲーム版言葉ハッピーエンド「クリスマス・イブ」のエンディングテーマ
悲しみの向こうへ
作詞・作曲 - KIRIKO / 編曲 - HIKO / 歌 - いとうかなこ
バッドエンドのエンディングテーマ

## 評価・売上
各種作品群の原典であるPC版は発売週にPC NEWSの全国美少女ソフト売り上げランキングで第1位を獲得し、2005年の年間売り上げランキングで第7位を獲得した。また、Getchu.comの2005年上半期のアダルトゲームセールスランキングで第1位を獲得した他、Amazon.co.jpの2005年の年間ベストセラーで第5位を獲得した。
内容ではバッドエンド時の陰惨な描写から、15通りのハッピーエンドより、3通りのバッドエンドの方が有名となった。番外編及び一部の小説版を除き、TVアニメ版や漫画版など選択肢の存在しないメディアではいずれもバッドエンドとなっている。

## 関連商品

### ムック
School Days ビジュアルガイドブック
編集 - ピーズサイテック / 発売元 - ジャイブ / ISBN 978-4-86176-222-2
2005年9月16日発売。PC版の設定画や、メイザーズぬまきちによるシーン解説などを掲載。
School Days 公式ビジュアル・アートワークス
編集 - ピーズサイテック / 発売元 - ジャイブ / ISBN 978-4-86176-263-5
2005年12月16日発売。上記の第2弾。フルカラー原画などを掲載。
School Days L×H ビジュアルガイドブック
編集 - ランアンドガン / 発売元 - ジャイブ / ISBN 978-4-86176-504-9
2008年3月28日発売。PS2版を解説。

### その他の書籍
Akiba Days -秋葉原120%活用ガイド-
発売元 - ジャイブ / ISBN 978-4-86176-546-9
『School Days』の登場人物達が秋葉原を紹介するガイドブック。
School Days 朗読少女・桂言葉 -日本文学×妄想編-
発売元 - ジャイブ
著名な日本文学作品の数々から抜粋した16編に解説を併載した80ページの書籍と、その内容を桂言葉が朗読するアルバムが1つになったCDブック。2010年冬のコミケ79音泉企業ブースにて、発売された。

### CD
School Days VOCAL ALBUM
発売元 - ランティス
PC版のアルバム。本作の特色の1つである、女性ボーカリスト陣によるオープニング・エンディング・グランドエンディングテーマと、『Still I love you 〜みつめるよりは幸せ〜』のアレンジバージョンが収録されている。
School Days オリジナルサウンドトラック
発売元 - ランティス
PC版とTVアニメ版のサウンドトラック盤。各々が同名のタイトルで1枚ずつ発売された。
School Days Drama CD Little Promise
発売元 - ホビレコード
PC版のドラマCD。幼少時の世界と清浦刹那に関する外伝。世界の母の名前が西園寺踊子（さいおんじようこ）、刹那の母の名前が清浦舞（きようらまい）と明かされている。
School Days VOCAL COMPLETE ALBUM
発売元 - ランティス
HQ版の発売に合わせ、PC版やTVアニメ版、『Summer Days』や『Cross Days』といったシリーズ作品のボーカル曲を収録したコンプリートアルバム。声優によるカバー曲を、ボーナス・トラックとして収録。

## 関連作品

### 小説
全て18禁。
School Days 世界編
著 - 岡田留奈 / 挿画 - みずきえいむ / 発売元 - ハーヴェスト出版 / ISBN 978-4-434-06828-7
2005年12月発売。2011年2月14日にはダウンロード販売も開始された。
School Days 言葉編
著 - 岡田留奈 / 挿画 - みずきえいむ / 発売元 - ハーヴェスト出版 / ISBN 978-4-434-07104-1
2006年1月発売。上記の続編。2011年2月14日にはダウンロード販売も開始された。
School Days 君といる、空
著 - 馬場卓也 / 発売元 - ジャイブ / ISBN 978-4-86176-245-1
2005年12月16日発売。上記2冊とは別内容のライトノベル版。
小説スクールデイズ
著 - 関町台風 / 挿絵 - ごとうじゅんじ
『BugBug』2005年9月号から2006年1月号まで連載。2005年冬のコミケ69オーバーフロー企業ブースにて、総集編の小冊子が無料配布された。

### 漫画版
School Days
作画 - 酒月ほまれ
『月刊コンプエース』にて、2007年11月号まで連載。少年誌への掲載のために表現には相当の配慮が払われており、過激な描写を極力避けながら持ち味を生かすべく、打ち合わせの様子が単行本巻末にも掲載されている。物語は誠・世界・言葉の三角関係に力点が置かれており、その他の人物のエピソードは極力排除されている。単行本は、角川コミックス・エースより全2巻で発売。
第1巻 - 2007年7月26日 / ISBN 978-4-04-713946-6
第2巻 - 2007年11月26日 / ISBN 978-4-04-713965-7

### アンソロジーコミック
一迅社版以外は18禁。
School Days P-mate Comics
発売元 - 宙出版 / ISBN 978-4-7767-9234-5
2005年10月18日発売。
School Days 言葉編 アンソロジーコミックEX
発売元 - オークス / ISBN 978-4-86105-477-8
2007年9月25日発売。
School Days 言葉コミックアンソロジー IDコミックス
発売元 - 一迅社 / ISBN 978-4-7580-0428-2
2008年2月25日発売。

### その他
無料配布Days（むりょうはいふデイズ）
2007年冬のコミケ73オーバーフロー企業ブースにて、商品購入者に先着順で無料配布された18禁同人誌。2008年初頭にはオーバーフロー公式サイトの通販ページにて、期間限定の「お年玉プレゼント」と題し、通販利用者のみを対象とした商品貼付の形で特別配布が行われた。
ごとうじゅんじによって描かれた、PC版ハッピーエンドの1つ「クリスマス・イブ」とTVアニメ版第11話「みんなの誠」の一部内容を補完した漫画や、『School Days』と『Summer Days』の登場人物についてのコラムが掲載されている。なお、メイザーズぬまきちは2010年初頭の『ニコニコ生放送』へ出演した際に、この同人誌の内容を公式設定として認める旨の発言をしている。